# Christian Koch (Pädagoge)
Christian Heinrich Koch (* 31. August 1781 in Sterbfritz; † 28. Mai 1861 in Marburg) war ein deutscher Pädagoge und Klassischer Philologe.

## Familie
Christian Heinrich Koch wurde 1781 als Sohn einer Försterfamilie geboren. Sein Vater war der in Sterbfritz geborene Zeugförster Adolph Koch, seine Mutter Katharine Margarethe Traut. Schon der Großvater Wilhelm und der Urgroßvater waren als Förster tätig. Am 5. Juni 1811 heiratete er in Windecken die Christine Friederike Kling (1785–1864), Tochter des Hanauer Seidenfabrikanten Johann Georg Kling (1719–1787) und der Susanne Marie Jassoy (1760–1823), einer Tochter des Hanauer Bürgermeisters Simon Jassoy (1733–1785). Die Ehe blieb kinderlos.

## Leben
Christian Heinrich Koch studierte Theologie an der Philipps-Universität Marburg. Nach dem Examen (1803) ging er für ein Jahr als Erzieher nach Frankfurt am Main. 1804 wechselte er als dritter Lehrer an das Pädagogium in Marburg, wo er fast dreißig Jahre wirkte.
Neben seiner Tätigkeit an der Schule verfolgte Koch eine akademische Laufbahn. Am 11. August 1809 wurde er in Marburg zum Dr. phil. promoviert, am 17. März 1810 folgte seine Habilitation. Er hielt seitdem Vorlesungen über Klassische Philologie. Am 2. Juni 1815 wurde Koch zum außerordentlichen Professor der griechischen und römischen Literatur und Altertumskunde ernannt. In seinen Vorlesungen behandelte er hauptsächlich die Methodologie und Enzyklopädie der Philologie, griechische und römische Literatur, lateinischen Stil und Pädagogik. Von Herbst 1815 bis März 1823 war er außerdem Mitdirektor des philologischen Seminars, das er im Sommersemester 1820 allein leitete. Am 16. April 1833 erhielt Koch eine ordentliche Professur der Pädagogik und hatte damit ein Auskommen, das es ihm ermöglichte, den Schulunterricht aufzugeben. Zu Ostern 1859 beendete Koch seine Lehrtätigkeit im Alter von 77 Jahren.
Christian Kochs Lehr- und Forschungstätigkeit zielte auf die Lehrerbildung ab. Er behandelte die Pädagogik von ihren antiken Ursprüngen an. Abgesehen von einer Schulausgabe der Odyssee (1822) und kleineren literaturwissenschaftlichen Studien trat er besonders durch die synthetische Neubearbeitung der pädagogischen Grundlagenwerke von Niemeyer und Ruhkopf hervor (1837). Da sich Koch jeglicher Polemik und Kritik enthielt, wurde das Werk von der Fachwelt wenig beachtet.

## Schriften (Auswahl)
- De linguarum indole non ad logices, sed ad psychologiae rationem revocanda. Marburg 1809 (Dissertation)
- Commentationis de rei criticae epochis particula prima, sistens prooemium. Marburg 1821 (Schulprogramm)
- Commentationis de rei criticae epochis particula secunda, sistens de epocha Alexandrina. Marburg 1822 (Schulprogramm)
- Ομηρου Οδυσσεια μικρα oder: Sechs Bücher der Odyssee. Marburg 1822
- Grundsätze der Erziehung, des Unterrichtes und ihrer Geschichte nach Niemeyer und Ruhkopf. Zweite Auflage, Marburg 1837